# Colne Valley Cemetery
Colne Valley Cemetery is een Britse militaire begraafplaats met gesneuvelden uit de Eerste Wereldoorlog, gelegen in het Belgische dorp Boezinge, een deelgemeente van de stad Ieper. De begraafplaats ligt 1,9 km ten zuidoosten van het dorpscentrum en aan de oostzijde van het kanaal van Ieper naar de IJzer, ook nog Ieperlee genoemd. Ze werd ontworpen door Wilfred Von Berg. Het terrein is ongeveer 380 m² groot en wordt onderhouden door de Commonwealth War Graves Commission. 
Er worden 47 Britten herdacht, waarvan er 30 behoren tot de 49th (West Riding) Division. Vier slachtoffers konden niet meer geïdentificeerd worden. 

## Geschiedenis
De begraafplaats werd in juli 1915 aangelegd door de bataljons van de 49th (West Riding) Division en is genoemd naar een nabijgelegen loopgraaf. Colne Valley Cemetery werd nog tot februari 1916 gebruikt. Tot eind juli 1917 lag de begraafplaats in het niemandsland, waarna ze heroverd werd tijdens de Slag om Pilckem Ridge aan het begin van de Derde Slag om Ieper.
In 2009 werd de begraafplaats als monument beschermd.

## Graven
- Op de grafzerk van kapitein Maynard Percy Andrews staat een Franstalig onderschrift dat als volgt luidt: Personne ne peut avoir un plus grand amour que de donner sa vie pour ses amis.

## Varia
Door de hevige regenval in vorige jaren werd de begraafplaats overspoeld door water en modder. In 2015 werd het niveau van de begraafplaats verhoogd en een betere drainage aangelegd. Tevens werd de ommuring volledig vernieuwd en een schuilhuisje in de zuidelijke hoek bijgebouwd.